# Омар, Канат
Кана́т Ома́р (род. 13 августа 1971, пос. Краснокутск, Павлодарская область) — казахстанский поэт, пишущий на русском языке.

## Биография
Родился в посёлке Краснокутск Павлодарской области Казахстана. С детства жил в Павлодаре. В 1989 году поступил на филологический факультет Павлодарского педагогического института.
В 1990 году переехал в Ленинград и учился в Санкт-Петербургской государственной академии культуры, которую окончил в 1996 году (специальность «режиссёр киновидеостудии»). В 1996 году вернулся в Павлодар; с 2001 года живёт в Астане.
Публикует стихи с 1988 года в журналах «Арион», «Воздух», «Новая Юность», «Простор», «Аполлинарий» и др.
Стихи Каната Омара включены в антологии «Явь и сны: Новая поэзия Казахстана» (2001) и «Освобождённый Улисс: Современная русская поэзия за пределами России», опубликованы в ряде коллективных сборников и альманахов.
Автор самиздатских сборников «Это не книга», «Человек в квадрате» и трёх книг, изданных казахстанскими издательствами. В 2008 году московское издательство Руслана Элинина выпустило книгу стихов «Каблограмма» в серии «Русский Гулливер» с предисловием Станислава Львовского.
Участник Биеннале поэтов в Москве (2003), ряда литературных фестивалей. Пишет также прозу и пьесы.

## Критика
«Поэтика Омара — это прежде всего поэтика мелких деталей, — замечает Станислав Львовский. — Не „простые истории“, которые, как известно, можно найти behind everything, а ещё более мелкие дребезги, не складывающиеся в связный нарратив» (Львовский С. Из-под воды // Каблограмма. — С. 9).
«Широкая, развёрнутая география, следуя внутренней логике и мелодике текста, смыкается в земной шар, а нелинейное время возвращает читателя к точке сингулярности. Все истории, рассказанные мелкими предметами, образуют хронотоп книги, схожий по своей ирреальности с лентой Мёбиуса», — пишут о книге Каната Омара рецензенты журнала «TextOnly».